# Lycinus
Lycinus là một chi nhện trong họ Nemesiidae.
Lycinus được miêu tả năm 1894 bởi Thorell.

## Các loài
Lycinus có các loài sau:
- Lycinus caldera Goloboff, 1995
- Lycinus domeyko Goloboff, 1995
- Lycinus epipiptus (Zapfe, 1963)
- Lycinus frayjorge Goloboff, 1995
- Lycinus gajardoi (Mello-Leitão, 1940)
- Lycinus longipes Thorell, 1894
- Lycinus quilicura Goloboff, 1995
- Lycinus tofo Goloboff, 1995